# Contea di Linqu
La contea di Linqu (临朐县S, Línqú XiànP) è una contea della Cina, situata nella provincia dello Shandong e amministrata dalla prefettura di Weifang.